# Santiria
Santiria é um género botânico pertencente à família Burseraceae.
1. ↑  «Santiria — World Flora Online». www.worldfloraonline.org. Consultado em 19 de agosto de 2020